# 1995年自由民主党総裁選挙
1995年自由民主党総裁選挙（1995ねんじゆうみんしゅとうそうさいせんきょ）は、1995年9月22日に行われた日本の自由民主党の党首である総裁の選挙である。

## 概要
1993年9月30日の自由民主党総裁選挙（現職の河野洋平の無投票再選）の任期満了に伴い実施された。村山内閣発足により与党に復帰した自民党だが、首相は社会党の村山富市であり、河野は副総理兼外務大臣にとどまっていた。近い将来の村山の退陣及び次の総理は自民党総裁からということが既定路線であり、次期総裁が注目された。
最大派閥の小渕派は派のエースである通産大臣の橋本龍太郎の擁立を決定する。また、河野が所属する宮澤派では加藤紘一が派内を橋本支持で固める。このため河野は推薦人を確保できずに出馬辞退に追い込まれた。
橋本の当選が確実視される中、無投票当選を防ぎたい三塚派の小泉純一郎が立候補を表明。一騎打ちとなり、橋本が当選した。
翌1996年に村山が退陣し、橋本が内閣総理大臣に就任した。

## 立候補者
- 橋本龍太郎（小渕派）
- 小泉純一郎（三塚派）

## 選挙結果
| 候補者     | 得票数 | 議員票 | 党員算定票 |
| ---------- | ------ | ------ | ---------- |
| 橋本龍太郎 | 304票  | 239票  | 65票       |
| 小泉純一郎 | 87票   | 72票   | 15票       |

## 当選者
- 橋本龍太郎